# Švecburg
Švecburg je hrádek, nacházející se nedaleko od vesnice Kváskovice v okrese Strakonic. Je označován jako nejmladší a nejmenší hrad v Česku. Byl založen v roce 2007 Janem Švecem a několika dalšími lidmi z nedaleké vesnice. Hrad je postaven z kamenů, které se Janu Švecovi a ostatním lidem podařilo sesbírat na okolních polích. Hrádek má dvě obytné místnosti a věž.